# Amphiesma bitaeniatum
Amphiesma bitaeniatum este o specie de șerpi din genul Amphiesma, familia Colubridae, descrisă de Frank Wall în anul 1925. A fost clasificată de IUCN ca specie cu risc scăzut. Conform Catalogue of Life specia Amphiesma bitaeniatum nu are subspecii cunoscute.